# 西大崖遗址
西大崖遗址，位于中国河北省张家口市良民沟村，为张家口市怀安县的一个省级文物保护单位，类型为古遗址，公布时间为1993年7月15日。
西大崖遗址的历史年代为新石器时代、战国。